# Волошнівка
Воло́шнівка — село в Україні, в Сумській області, Роменському районі. Населення становить 528 осіб. Входить до складу Андріяшівської сільської громади. До 2020 орган місцевого самоврядування — Волошнівська сільська рада.

## Назва
Цим краєм проходив Чумацький шлях, яким чумаки по сіль у Крим їздили. Багато років тому їхав у Крим козак Волошин. Зачаровано дивився чоловік на чудові лани і пагорби. Тут і криниця, і ставок. Так сподобалось Волошину, що вирішив оселитися. «Де зупиняться воли, там і хату збудую», — сказав. Там і збудував першу хату. І називали довго село Волошинівка. Пізніше стали називати подібно іншим — Волошнівка

## Географія

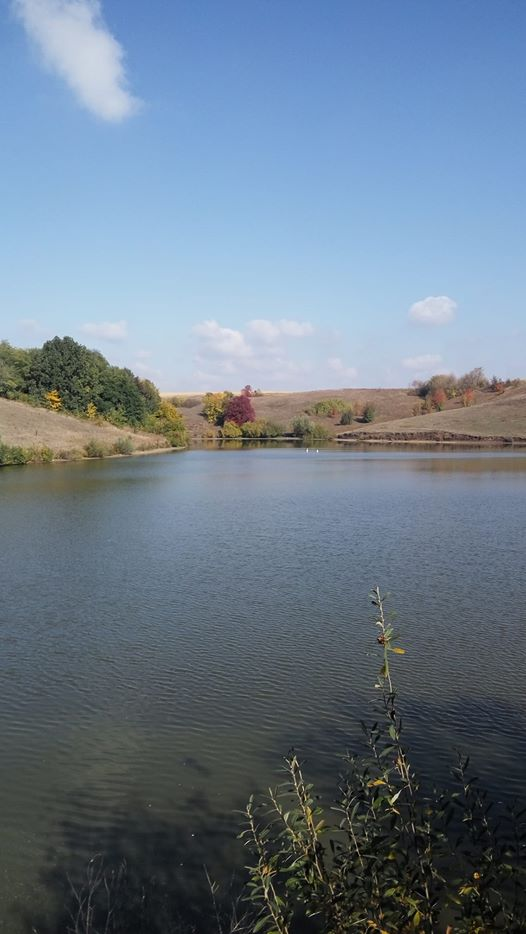
Ландшафтний заказник «Губарівщина»

У селі річка Мора впадає у Голеньку, яка через 8 км впадає в річку Сула. На відстані 1 км розташоване село Ярошівка. Біля села розташований ландшафтний заказник «Губарівщина».

## Історія

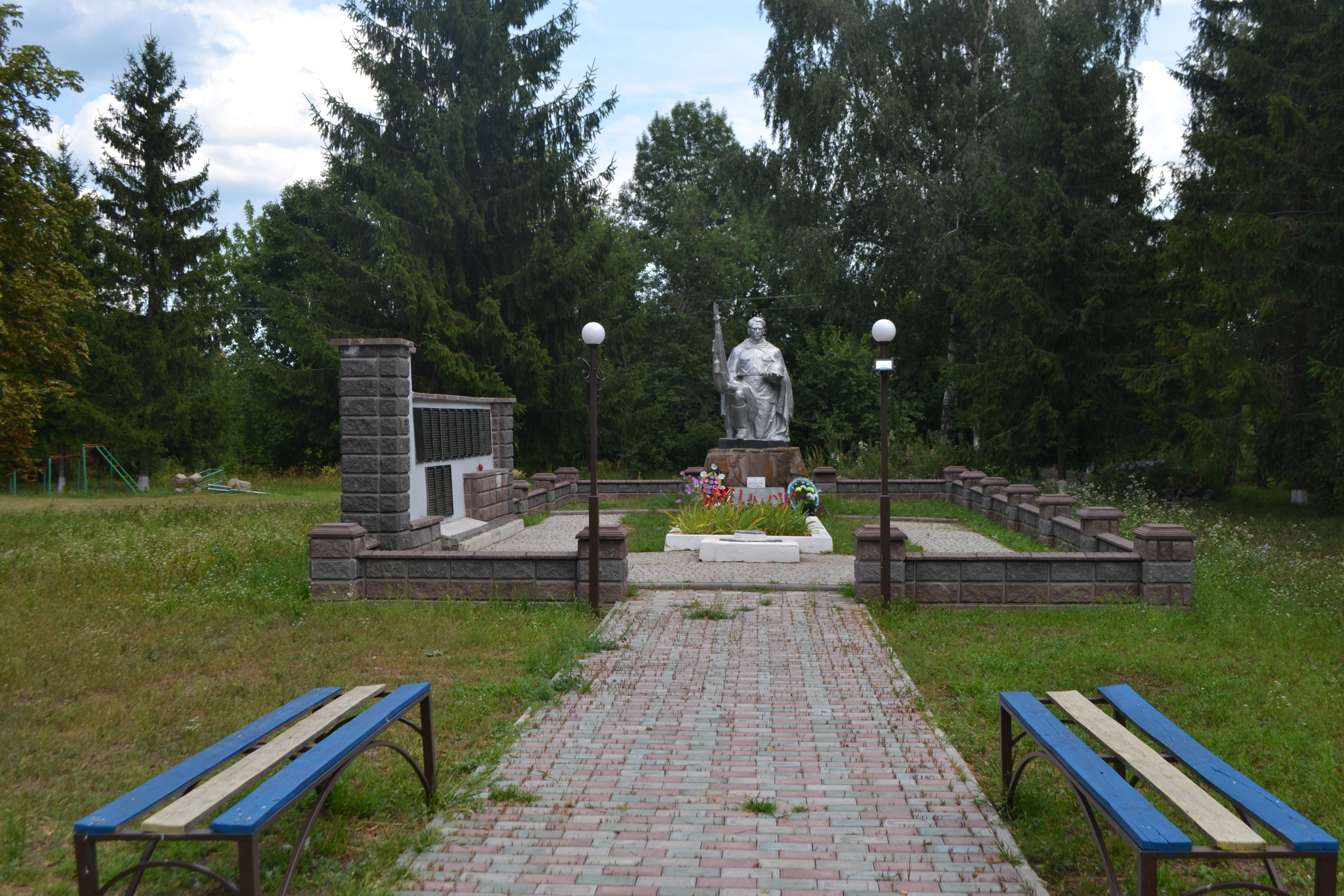
Братська могила в селі Волошнівка

- Село Волошнівка відоме з кінця XVIII ст.
- Село постраждало внаслідок геноциду українського народу, проведеного урядом СРСР 1923—1933 та 1946—1947 роках.
- Поблизу села знайдений курган-могила скіфських часів (VI—III ст. до н. е.)
- 05.02.1965 Указом Президії Верховної Ради Української РСР передано Волошнівську, Новогребельську, Хоминцівську та Ярошівську сільради Срібнянського району Чернігівської області — до складу Роменського району Сумської області.[1]

## Політика

### Парламентські вибори, 2019
На позачергових парламентських виборах 2019 року у селі функціонувала окрема виборча дільниця № 590490, розташована у приміщенні будинку культури.
Результати
- зареєстровано 338 виборців, явка 75,74%, найбільше голосів віддано за «Слугу народу» — 47,06%, за Всеукраїнське об'єднання «Батьківщина» — 24,71%, за Радикальну партію Олега Ляшка — 10,59%[2]. В одномандатному окрузі найбільше голосів отримав Максим Гузенко (Слуга народу) — 32,42%, за Віктора Ладуху (Всеукраїнське об'єднання «Батьківщина») — 25,39%, за Ігоря Шкурата (самовисування) — 10,16%[3].

## Економіка
- Молочно-товарна ферма.
- СФГ «Весна», СФГ «Урожай»

## Соціальна сфера
- Дитячий садок.
- Школа.
- Церква

## Пам'ятки
- Братська могила[d] радянських воїнів та пам'ятник воїнам-землякам;

## Відомі люди
- Вовк Анатолій Васильович — український військовик, учасник російсько-української війни[4][5]
- Максимейко Микола Олексійович — український вчений-історик права. Доктор права, професор, член-кореспондент Всеукраїнської Академії Наук.
- Носенко Валентина Василівна- майстриня Петриківського розпису